# Kambihalli, Chikmagalur
Kambihalli là một làng thuộc tehsil Chikmagalur, huyện Chikmagalur, bang Karnataka, Ấn Độ.